# Khaleda Ekram
Khaleda Ekram (geb. 6. August 1950; gest. 24. Mai 2016) war eine bangladeschische Architektin, Professorin, Forscherin und Wissenschaftlerin. Sie war Dekanin der Fakultät für Architektur und Planung und Leiterin der Abteilung für Architektur an der Bangladesh University of Engineering and Technology (BUET). Sie war die erste Frau, die zur Vizekanzlerin der BUET ernannt wurde. Sie hatte diese Position von September 2014 bis zu ihrem Tod im Mai 2016 inne.

## Kindheit und Ausbildung
Ekrams Eltern waren Ekram Hussain und Qamrunnessa Hussain. Sie hatte drei Schwestern, Kamela Akhter Ishaque, Morsheda Karim und Masuda Ahmed.
Ekram erlangte ihren Bachelor in Architektur 1974 an der Bangladesh University of Engineering and Technology in 1974. Der Titel ihrer Abschlussarbeit lautete „Touristen-Resort an Coxs Basar, Chittagong“. Danach studierte sie Stadtplanung und Design in den USA. Ihren Abschluss als Master in Stadtplanung erlangte sie 1980 an der University of Hawaii. Der Titel ihrer Doktorarbeit lautete „Revitalisierung von Wohngebieten Alt-Dhakas“. 1992 schloss sie Postgraduierten-Kurse in Architektur und Stadtentwicklung an der Lund University in Schweden ab.

## Karriere
Ekram begann ihre Karriere 1974 als Junior-Architektin bei Bastukalabid Limited in Dhaka. 1975 arbeitete sie für kurze Zeit auch für Parikalpak Sangstha Limited. Im selben Jahr begann sie ihre vier Jahrzehnte währende Lehrtätigkeit an der Architekturfakultät der Bangladesh University of Engineering and Technology. Zunächst war sie als Dozentin tätig. 1977 wurde sie Assistenzprofessorin. Zu ihren Interessengebieten gehörten Wohnungsbau, kommunale Entwicklung, Städtebau, Stadtplanung und Genderfragen.
Nach ihrem Abschluss in Stadt- und Regionalplanung an der University of Hawaii arbeitete sie von Dezember 1980 bis Mai 1981 als Planungsassistentin bei Michael T. Suzuki & Associates in Honolulu. Sie arbeitete auch im East West Center und beteiligte sich an gemeinnützigen Projekten in Honolulu.
Nach ihrer Rückkehr nach Bangladesch nahm sie ihre Tätigkeit als Assistenzprofessorin an der Bangladesh University of Engineering and Technology wieder auf. Sie wurde 1986 außerordentliche Professorin und 1995 Professorin. Im Jahr 1997 wurde sie Leiterin der Abteilung und 1999 Dekanin der Fakultät für Architektur und Stadtplanung.
Am 11. September 2014 ernannte das Bildungsministerium von Bangladesch Ekram zur ersten weiblichen Vizekanzlerin der Bangladesh University of Engineering and Technology. Sie war auch die zweite Frau in der Geschichte Bangladeshs, die das Amt der Vizekanzlerin innehatte. Doch nur zwei Tage nach ihrer Ernennung erhob die Lehrervereinigung der Bangladesh University of Engineering and Technology Einspruch gegen die neue Vizekanzlerin. Sie behauptete, bei ihrer Ernennung sei die Reihenfolge nach Dienstalter verletzt worden. Khaleda Ekram sei nach Dienstalter an 26. Stelle an der Bangladesh University of Engineering and Technology und daher nicht für den Posten vorgesehen. Schließlich legte sich die Kontroverse und Ekram konnte 20 Monate ihrer vierjährigen Amtszeit absolvieren, bis sie 2016 schwer erkrankte. In dieser kurzen Zeit hat sie ihre administrativen Fähigkeiten unter Beweis gestellt und wurde dafür gelobt, die akademische Disziplin wiederhergestellt zu haben, indem sie den „Sitzungsstau“ an der Bangladesh University of Engineering and Technology reduzierte. Außerdem unterstützte und förderte sie viele außerschulische Aktivitäten für die Studierenden, um deren College-Erfahrung zu verbessern.

## Auszeichnungen und Ehrungen
- Auszeichnung für herausragende Alumni der Abteilung für Stadt- und Regionalplanung  University of Hawaii, Hawaii, USA, November 2010.
- Vorsitz der Geschäftsleitung, East West Center Association (EWCA), Honolulu, Hawaii, USA von Juli 2007 bis Juli 2010.
- Präsidentin, Bund der Architektinnen, Ingenieurinnen und Planerinnen (Women Architects, Engineers, Planners Association, WAEPA) Bangladesch von 2009 bis 2016.
- Mitglied der Geschäftsleitung, East West Center Association (EWCA), Honolulu, Hawaii, USA von Juli 2005 bis Juli 2007.
- Ressourcenverantwortliche bei der Commonwealth Association of Architects (CAA) Visitierender Ausschuss (Vollvisite – Kategorie 4) des Fachbereichs für Architektur, Manipal Institute of Technology, Indien, 21.–27. September 1997; Rizvi College of Architecture und Kamla Raheja Vidyanidhi Institute for Architecture, & Environmental Studies, Mumbai, Indien, 4.–11. September 2005.
- Genderberaterin (Oktober 1992 bis Dezember 2004), Gender Strategy Component (ab 2001 unter dem Namen Gender Equality Policy Group), University of Alberta – BUET Institutional Linkage Project, BUET, Dhaka, Finanziert von der Canadian International Development Agency.
- Honorarberaterin, Bibi Khadeja Kalayan Sangstha, ein Gemeinnütziger Wohlfahrtsverband, 1995 bis 2016; sammelte Finanzierungen während Naturkatastrophen, organisierte freien Unterricht für unterprivilegierte Kinder, gründete Schneider und Nähkurse für Frauen
- Ernannte Externe Beraterin für zwei gradierte Studenten, University of Karlskrona/Ronneby, Schweden, Januar 1993 (wegen unabwendbarer Umstände konnten die Studenten nicht nach Bangladesch kommen)
- Zweite unter 37 Studenten Erster Klasse bei der Prüfung zum Bachelor in Architektur, 1974.
- Anannya Top Ten Awards (2014)

## Familie und Tod
Ekram war mit dem Architekten Haroon ur Rashid verheiratet. das Paar hatte zwei Töchter, die Umweltwissenschaftlerin Mariam Ali und die Spezialistin für Öffentliche Gesundheit Mashida Rashid und einen Sohn, den Umweltwissenschaftler Khaled Yasin Rashid.
Am 11. Mai 2016 wurde Ekram in das private Krankenhaus Square Hospital in Dhaka eingeliefert, nachdem bei ihr ein Non-Hodgkin-Lymphom diagnostiziert worden war. Als sich ihr Zustand verschlechterte, wurde sie am 14. Mai 2016 nach Bangkok geflogen. Sie starb 10 Tage später im Krankenhaus. Sie wurde im Grab ihrer Mutter auf dem Banani-Friedhof in Dhaka beigesetzt.

## Schriften
- Urban Open Space System of Dhaka City –Need and Possibilities of Intervention, proceedings of International Seminar on Architecture: Overcoming Constraints, 11.–13. Juni 2003. Dhaka 2003, ISBN 984-32-0748-3.[10]
- Architectural Education and Means. In: PROTIBESH. Band VIII, Nr. 1. Bangladesh University of Engineering and Technology (BUET), Dhaka 1994, S. 99–105.
- Problems and prospects of Conservation Study. In: A. H. Imamuddin (Hrsg.): Architectural Conservation Bangladesh by Asiatic Society of Bangladesh. Dhaka Dezember 1993, S. 111–124.
- Tall Buildings in Urban Design. In: Proceedings of the International Conference on Tall Buildings in Developing Countries. Dhaka Juni 1993, S. 15–23.
- Women in Development: Technical Profession and Education, excerpts of the proceedings of the Workshop. In: Gender Perspective, CIDA Bangladesh Programme. Dhaka März 1993, S. 10–11.
- Women Resources in the Development of Bangladesh. In: Proceedings of the International Seminar on Human Resources Development in Islamic Countries: Challenges in the 21st Century. Oktober 1992, S. 13–19.
- Housing the Urban Poor—A resettlement Project for Squatters at Mirpur, Dhaka, Bangladesh. In: Architecture and Development 1992, Lund Centre for Habitat Studies. Universität Lund, Schweden, Juni 1992, S. 357–373.
- Pourashavas and Urban Development. In: PROTIBESH (ENVIRONMENT). Band IV, Nr. 1. Architekturfakultät, Bangladesh University of Engineering and Technology (BUET), Dhaka Mai 1991, S. 53–62.
- Planning Tools for Architectural Conservation. In: ARCHITECTURE AND URBAN CONSERVATION IN THE ISLAMIC WORLD. Band 1. The Aga Khan Trust for Culture, Genf 1990, S. 68–72.
- On Cultural and Institutional Buildings. In: Shah Alam Zahiruddin u. a. (Hrsg.): Contemporary Architecture Bangladesh. Institute of Architects Bangladesh (IAB), März 1990, S. 67–71.
- Thoughts on Urban Planning and Development in Bangladesh. In: PROTIBESH (ENVIRONMENT). Band III, Nr. 2. Architekturfakultät, Bangladesh University of Engineering and Technology (BUET), Dhaka 1989, S. 71–74.
- Conservation of Ahsan Manzil — A step in the Right Direction. In: AIH JANALA. students’ journal of the department of architecture. Bangladesh University of Engineering and Technology (BUET), März 1988, S. 12–14.
- Building Construction Regulations, 1984 — An Evaluation. In: ENVIRONMENT. Journal of the Faculty of Architecture and Planning. Nr. 1, Juni 1987, S. 49–54.
- Old Dhaka – A Case for Conservation. In: REGIONALISM IN ARCHITECTURE. Aga Khan Award for Architecture, Genf 1985, S. 101–106.
- Women in Technical Education and Profession. In: The Daily Star. Dhaka 13. Mai 1997, S. 8–9.
- Rural Settlement in Bangladesh, Spatial Pattern and Development by Sabiha Sultana. Buchrezension. In: Earth. Dhaka September 1996.
- Mosques of Dhaka, Do They Represent the Periods They Belong To? In: Weekend Magazine of The Daily Star. Dhaka 17. März 1995, S. 9–10.
- Embracing Knowledge, Overcoming Barriers. Abschiedsrede. National Institute of Technology (NIT), Agartala, India August 2015.
- Existence, Use and Impact of Urban Community Open Spaces, Dhaka, Bangladesh. Fachaufsatz, präsentiert auf dem internationalen Symposium ‘Towards a better Future: Environmental and Social Concern in architecture’, IAP, Lahore Chapter, 25.–27. April 2006. Lahore, Pakistan April 2006.
- Women Entrepreneurship Development in Bangladesh --- Case Studies. Fachaufsatz präsentiert auf dem Seminar Frauen in Führungspositionen, 18.–22. August  2003, Sydney, Australien, organisiert von der East West Center Association, der Global Banking Alliance for Women und der Westpac Bank. Sydney 2003.
- Social Attitude towards Technical Education and Profession for women in Bangladesh. Fachaufsatz präsentiert bei der EWC/EWCA 2002 International Conference on ‘the Impact of Globalization on Building an Asia Pacific Community’, 1.–4. Juli 2002, Kuala Lumpur, Malaysia. Kuala Lumpur 2002.
- Mansions and Villas of Old Dhaka. Fachaufsatz präsentiert beim International Workshop on Architectural and Urban Conservation. Kalkutta, Indien, Dezember 1994. Kalkutta 1994.